# 人民服

人民服

人民服（じんみんふく、中国語: 中山装, 英語: Chinese tunic suit, Mao suit）とは、大陸統治時代の中華民国で考案された上下揃いの外衣の一種。
「中山服（ちゅうざんふく）」とも呼ばれる。かつての中華人民共和国では、制服や標準服とも言うべき物であった。後述のとおり、現在でも国慶節の式典の際に国家主席が着用することがある。

## 概要・沿革

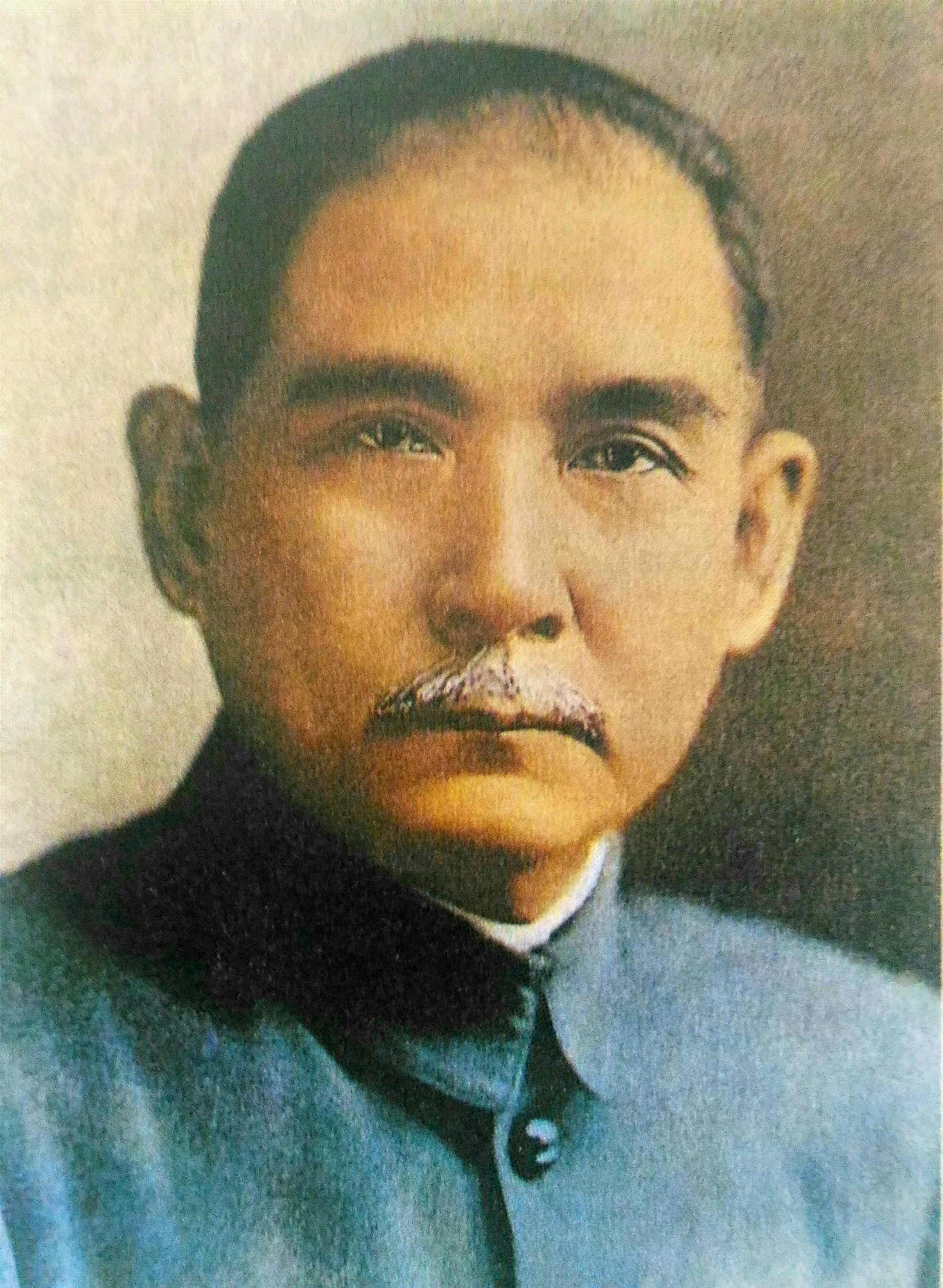
人民服を着た孫中山（孫文）

人民服は、立折襟で胸と裾に二つずつ貼り付け型のポケットをもった（ないものもある）前開き五つボタンの上衣 と、スラックスでセットになっている。作業着タイプでは頭には前つば付き帽子、いわゆる人民帽と呼ばれる帽子をかぶる。色はカーキ、紺、青、緑などさまざまであるが、いずれも無地である。ネクタイは用いない。孫文着用の物としては純白の物も存在し、現在は上海で保管されている。英語圏の呼称である「Mao suit」の"Mao"とは、毛沢東 (Mao Zedong) のことである。
人民服は中国語で「中山装」と言うが、これは孫文（孫中山）が人民服の設計者であるからとも、孫文がこの服を国民党の礼服として制定したからとも、孫文が率先してこの服を着たからとも言われている。いずれにせよ人民服は中華民国で男子正装として用いられ、国民党の台湾撤退後にも引き続き着用されたが、1950年代末頃には蔣介石ら一部の首脳を除いて背広にとってかわられた。

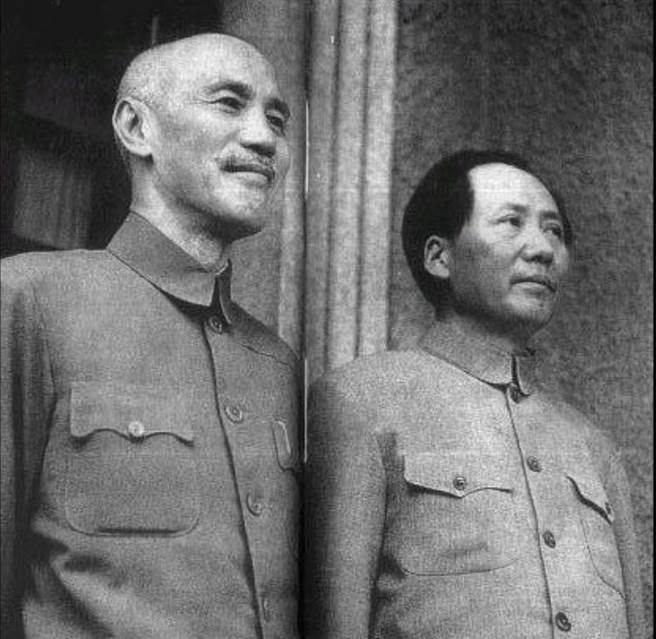
人民服を着た蔣介石（左）と毛沢東（右）

一方、中国大陸（中華人民共和国）では、1978年の改革・開放政策が始まるまで、女性も男性と同じ人民服を着ており、公の場で肌を見せるのはご法度とされていた。改革・開放政策が始まって、外資企業が北京郊外に水着姿の女性の看板を掲げると、ずっと人だかりができていたというエピソードもある。そのため、1980年代初めまで成人男性の全てが人民服を着用しており、多くの女性も着て男女兼用（ユニセックス）だった。江青は人民服に代わる婦人服を考案するも普及に失敗し、江青自身も黒い人民服姿に戻ることとなった。鄧小平による改革開放路線が定着して以降は、鄧小平自身は引退まで人民服を着用したものの、胡耀邦ら新しい世代からは政治家も背広を一般的に着用している。現在ではほとんど過去のものとなっており、現在の中国で人民服を手に入れることは難しいといわれる。
燕尾服に相当する礼装として着用できる主に絹製で濃紺か黒の物が「中山装」、主に木綿製で緑系の労働着タイプが「人民服」という形で中華人民共和国では分けて考える事が多く、「中山装」の方は今も北京や上海の百貨店等で購入可能であり、オーダーメイドを受けるテーラーも多く存在するが、「人民服」は廃れており、一部の共産党幹部や富裕層のみが着用するものとみなされている。また、上下で色の揃っていない「青年装」という物も一時存在した。灰色の物も存在し、これはニクソン大統領の中国訪問でも知られるように、毛沢東が緑系の人民服とともによく着用し、天安門に掲げられている毛沢東の肖像画の物も灰色となっている。
1992年（平成4年）に中国共産党中央委員会総書記の江沢民が日本を訪問した際に天皇主催の宮中晩餐会において黒い中山装を着用して出席したことがあった。文藝春秋などはこの江の服装に「プロトコルに反する非礼な行為」と批判した。しかし、1980年に中国の首相として初めて国賓として訪日した華国鋒も黒い中山装を着て、当時の昭和天皇主催の宮中晩餐会に出席している。祖先が徐福や秦氏の後裔とも伝わることから中山装（厳密には立襟のマオカラースーツに近い）を愛用したことで知られる日本の羽田孜も天皇との謁見や宴会で中山装を着用していたと発言している。2014年3月31日のベルギー国王主催の晩餐会や2015年9月25日のアメリカ合衆国のホワイトハウスでの晩餐会、2015年10月21日のイギリス国王主催の晩餐会では、中華人民共和国主席（党総書記）の習近平は中山装ではなく、立襟の黒いマオカラースーツを着ている。

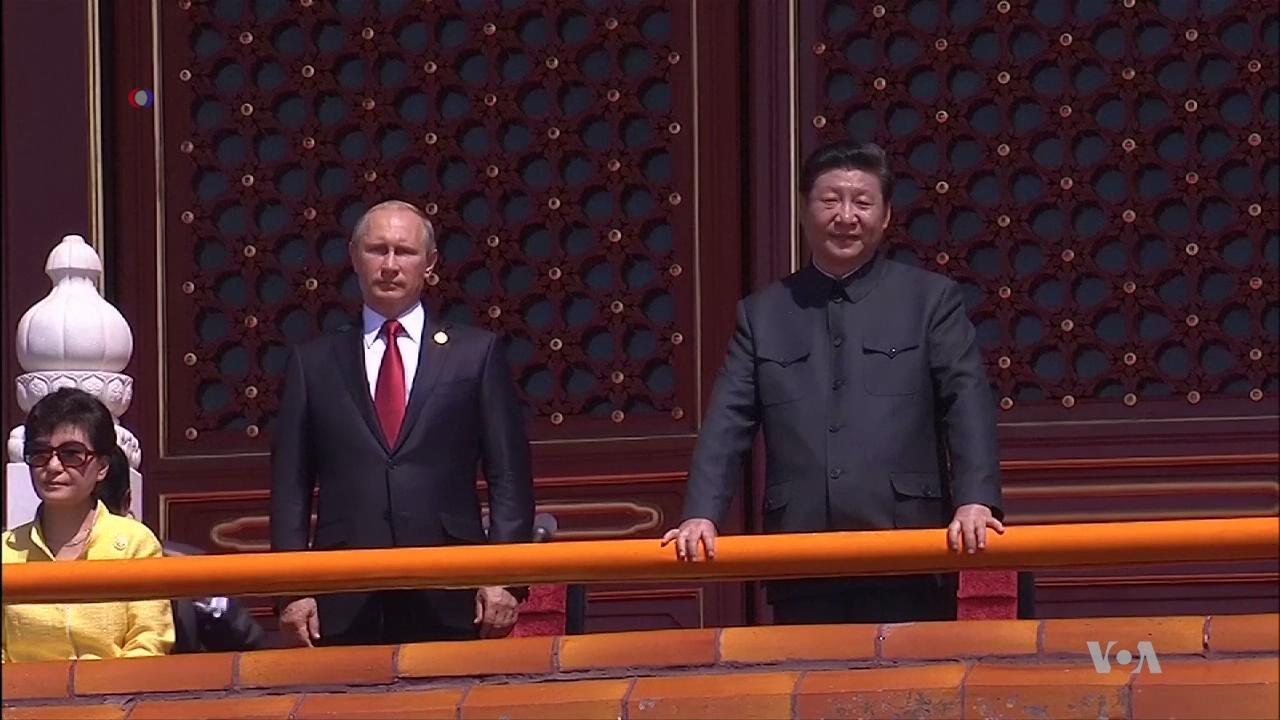
人民服を着た習近平

2009年10月1日の国慶節は中華人民共和国建国60周年であり、10年ぶりの軍事パレードやマスゲームを含む、それまでにない大規模な式典が天安門広場で催され、オープンカーに乗った党総書記・胡錦濤は普段の背広ではなく黒生地の人民服を着用していたが、1984年の軍事パレードでの鄧小平 や1999年の軍事パレードでの江沢民 も黒地の人民服を着ており、これは慣例となっている。2011年には長さ4.3m、バスト6.5m、肩幅2.7m、袖丈3.54m、首回り2.46mの巨大な人民服（中山装）が辛亥革命100周年を記念して中華人民共和国の浙江省でつくられた。
2016年11月30日、孫文の生誕150周年を記念してコシノジュンコら日中のファッションデザイナーがデザインした新しい人民服を発表するファッションショーが北京の釣魚台国賓館で開催された。

## 人民服の設計者
この服装の設計者が誰かについては諸説あるが、一般的には孫文（孫中山）がこの服をデザインしたと考えられており、それゆえに中国では「中山装」と呼ばれている。孫文がデザインしたという説においては、孫文が日本留学中に日本の学生服や日本陸軍の軍服をモデルにデザインしたという説、孫文が上海にいたころに軍装を改良してデザインしたという説 や、孫文がベトナム・ハノイにいたころに黄隆生（ハノイにおける興中会の中心人物で、洋服屋）とともにデザインしたという説 などがある。
孫文の軍事顧問だった日本陸軍軍人佐々木到一が考案したものであるという説もある。この説の出典は、国立国会図書館の調査によると『高見順全集　第14巻』ｐ.450佐々木到一著「ある軍人の自伝」の書評とである。

## 軍服と人民服
中華民国陸軍の士官学校に相当する黄埔軍官学校では、1924年の開校時に人民服型の制服が制定されており、国民革命軍ではこれを基に形作られた軍服が、多少の仕様変更を加えられつつ日中戦争を通して使用された。
中国人民解放軍では、前身である中国工農紅軍の成立時期から1980年代まで、長らく人民服が基となっている軍装を着用していた。特に文化大革命の頃の宣伝写真に見られる人民解放軍の緑色の人民服と人民帽に赤い星の帽章と赤い襟章の軍装（六五式軍服）は、一般的な人民服のイメージとして現在も定着している。1978年制定の78式軍衣は従来の65式を綿から仮繊に変更したもので、1983年に完全に更新された。のちの85式軍服は78式の襟章を変えたものである。
人民解放軍でも、開放政策や軍隊制度の近代化の影響から、1990年代より開襟式の軍装などに切り替わっているが、いまだに人民服型の軍装も使われている。またベトナム人民軍や朝鮮人民軍においても、人民服型の軍装が使われているが、ベトナム人民軍でもドイモイ政策などの影響により、現在は開襟式の制服となっている。また中国との密接な関係にあったエンヴェル・ホッジャ独裁政権時代のアルバニア軍においても、中国人民解放軍とほぼ同じ人民服風の軍装を使用していた。

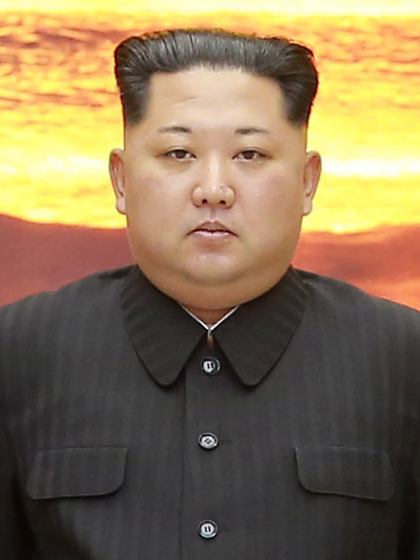
人民服を着用する金正恩

## 各国への影響

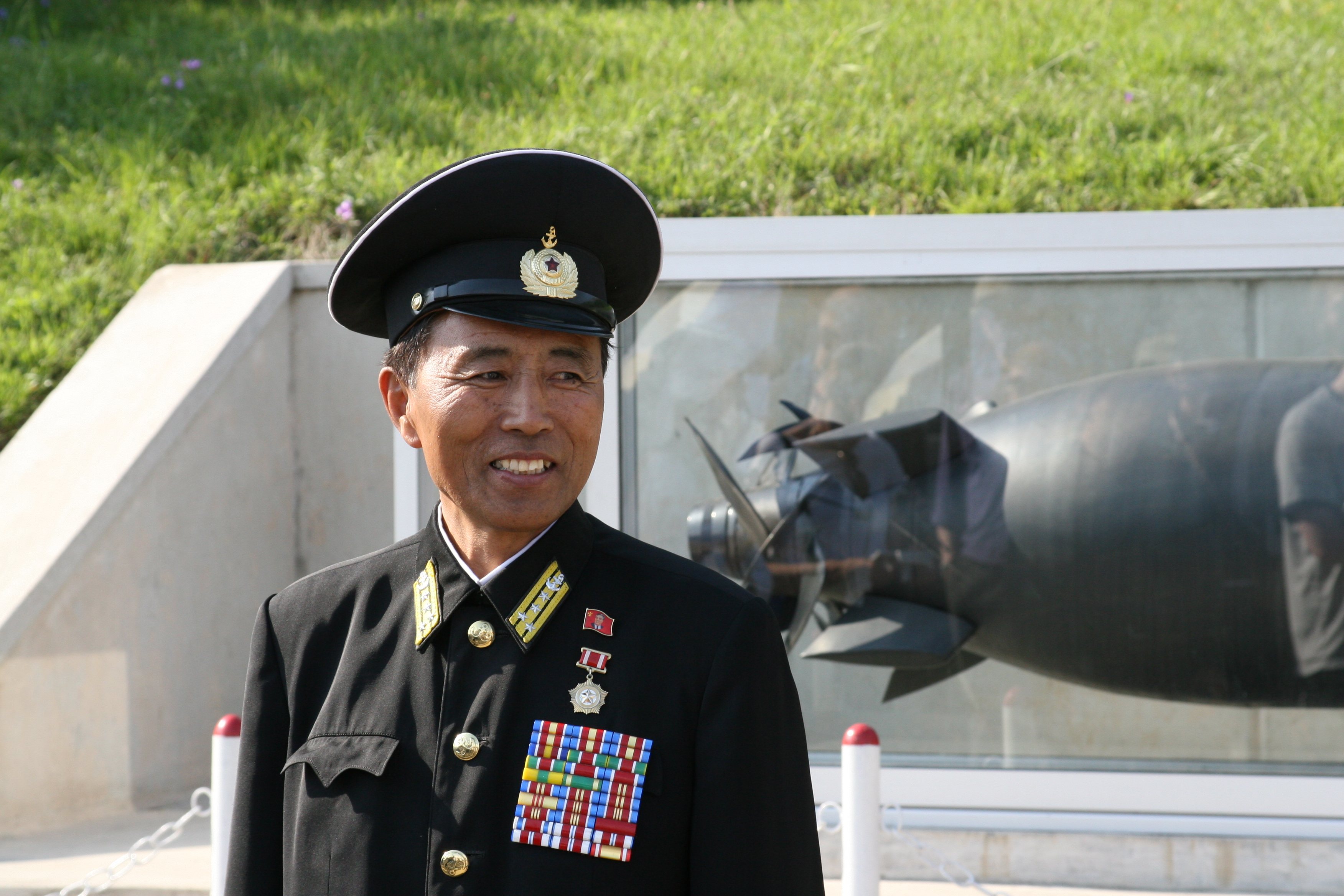
朝鮮人民軍の軍服（海軍大佐）

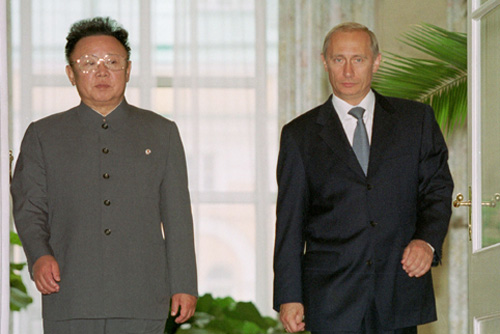
人民服を着用する金正日

### 朝鮮民主主義人民共和国
人民服発祥の地である中国国内で、一般大衆が人民服を着用する機会はほとんど無くなったが、朝鮮民主主義人民共和国（北朝鮮）では닫긴깃양복（閉襟洋服）という名で、1948年の建国から現在まで背広とともに成人男性（女性はチマチョゴリが多い）の正装または平服として広く着用されている。軍服などの各種制服も人民服状の物が現在でも多い。また襟の開いた開襟型の人民服（開襟洋服）も北朝鮮独自の服としてある。
北朝鮮の人民服は中国の中山装に基本的に酷似しているが、ポケットフラップは直線状でボタンが付かない物が主流でありまた金正日は胸ポケットがウェルト・ポケットのタイプの人民服を主に着用していた。
初代最高指導者の金日成は建国から1960年代までは人民服と背広の両方を着用していたが、1970年代から1980年代中頃までは人民服を着て公の場に姿を現すようになり、背広姿は見られなくなった。1984年に東欧諸国を歴訪した後は再び背広を着用するようになり、北朝鮮社会でも服装の自由が見られるようになった。1994年の死去と同時に製作された遺影「太陽像」や錦繍山太陽宮殿に安置されている遺体も背広姿である。
2011年の死去まで第2代最高指導者の地位にあった金正日も1990年代までは主に人民服を着用していたが、徐々にカーキ色のジャンパー姿で登場するようになった。これは東ドイツの国家人民軍の制服をもとに、金正日自ら考案したものといわれる。友好国である中国やロシア連邦の元首と公式に会見する以外、晩年には人民服での登場は非常に少なくなった。金正日が着ていたジャンパー服も人民服の一種として北朝鮮の一般大衆の服として定着しており、ジャンパー服は男性だけでなく女性が着る事も多い服である。
一方、金正日の後継者である金正恩は、2010年9月以来、公式な場では黒地の人民服を愛用しており、北朝鮮の国家指導者の正装として定着している。金正恩の人民服は父の金正日の人民服と異なり、ポケットフラップは直線状であり北朝鮮の人民服では一般的なタイプであるが、一方でベントはサイドベンツタイプとなっている。2016年5月に開催された第7回朝鮮労働党大会では公式登場以来初めてとなる背広姿で全日程を通し、2017年9月に北朝鮮史上初となる最高指導者直々の声明を発表した際は灰色の人民服を着用し、視察などで度々着ている。2018年3月に最高指導者就任後初の外遊で訪れた中国の習近平と会見した際も黒地の人民服を着用していた。ここでは人民服が「革命伝統の継承者」をあらわす記号として機能しているとみられている。

### ベトナム民主共和国、ベトナム社会主義共和国
建国以来、中華人民共和国と政治的関係が緊密であったベトナム民主共和国（のちベトナム社会主義共和国）でも、「人民服」と同様の服が平服ないし正装 として使用された。
1970年代後半以降、中国との対立や、1980年代後半以降のドイモイ政策による生活の変化の影響もあって、次第に背広などに取って代わられるようになり、レ・ズアンやファン・バン・ドンら「革命第一世代」が姿を消すのに伴い、政治指導者の正装としても用いられなくなった。

## サブカルチャー、ファッション
これら中国と政治体制が共通する国々の服装だけでなく、「紅衛兵」の写真や映像とともに伝えられた人民服姿の人々のインパクトは、1960年代後半に、先進工業国や第三世界において発生した反抗的なサブカルチャーの動きの中で、ライフスタイルのラディカルな変革を示す一種の「記号」となり、さらにはファッションやステージ衣装にも影響を与えた。
- イアン・フレミング原作の映画『007シリーズ』の悪役エルンスト・スタヴロ・ブロフェルドは6作目の『女王陛下の007』で立襟のマオカラースーツになるまで人民服を着ていた。
- ジャン＝リュック・ゴダールが監督した1967年のフランス映画『中国女』では、毛沢東思想に共鳴して共同生活を営む若い男女のグループが、人民服を思わせる青い折り襟の服と帽子を着用した姿で登場する 。
- 日本ではイエロー・マジック・オーケストラが赤い人民服風の服を着て話題になり、彼らのシンボルとなった。メンバーでファッション・デザイナーでもある高橋幸宏のデザインと云われている。高橋幸宏は人民服ではなく、明治時代のスキーウェアがモチーフと主張しているが、ジャケット写真やライブでは赤い星のマークのついた人民帽までかぶっている。
- アフリカの独立運動の父とも呼ばれるガーナの初代大統領クワメ・エンクルマは訪中した際に人民服に惹かれて中国に特注して周恩来から贈られ[31][32]、アフリカの伝統的な民族衣装とともに外遊などの際に愛用[33][34] した。これを機に1960年から1970年代までザンビアのケネス・カウンダ大統領の「カウンダスーツ」[35] やタンザニアのジュリウス・ニエレレ大統領の「タンザニアスーツ」[36] など人民服に似たデザインのファッションがアフリカで流行し[37]、ザイール（現在のコンゴ民主共和国）の独裁者であったモブツ・セセ・セコは訪中から帰国後に独自のアバコスト（英語版）をつくり始めた[38]。
- 台湾では羅大佑が、中国大陸の政治情勢などを揶揄した曲のプロモーションビデオの中で何度か着用した。
- ドラゴンボール、らんま1/2など、登場人物や設定に中国的な要素の強い漫画やアニメーションにおけるキャラクターの服装としても用いられた。

## 画像

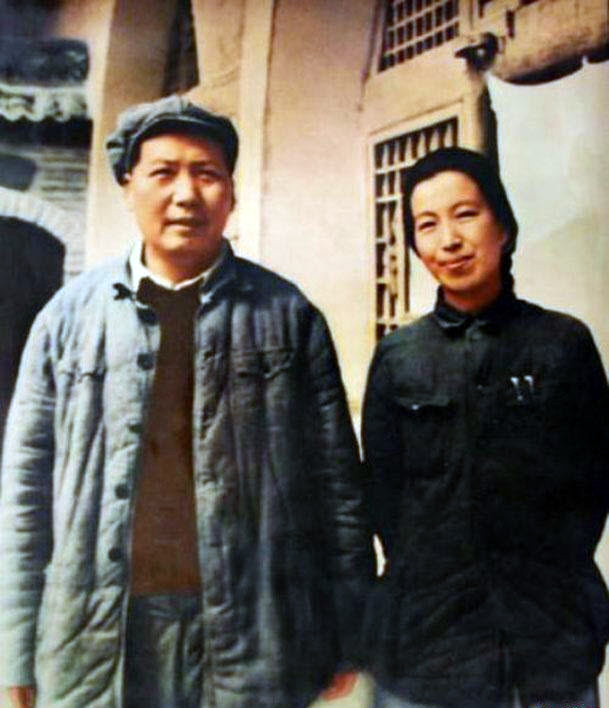
人民服を着た江青（右）
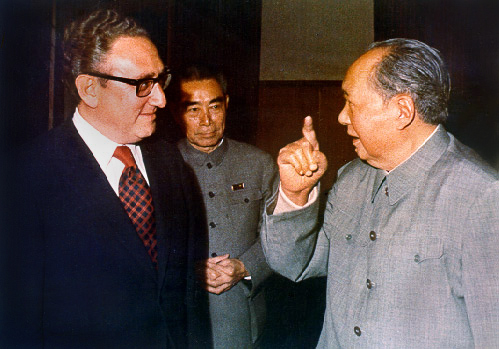
北京でヘンリー・キッシンジャーと会談する毛沢東、周恩来
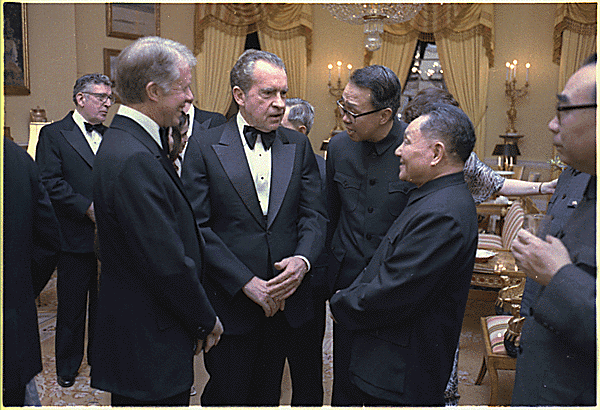
米国でリチャード・ニクソン、ジミー・カーターと会談する鄧小平
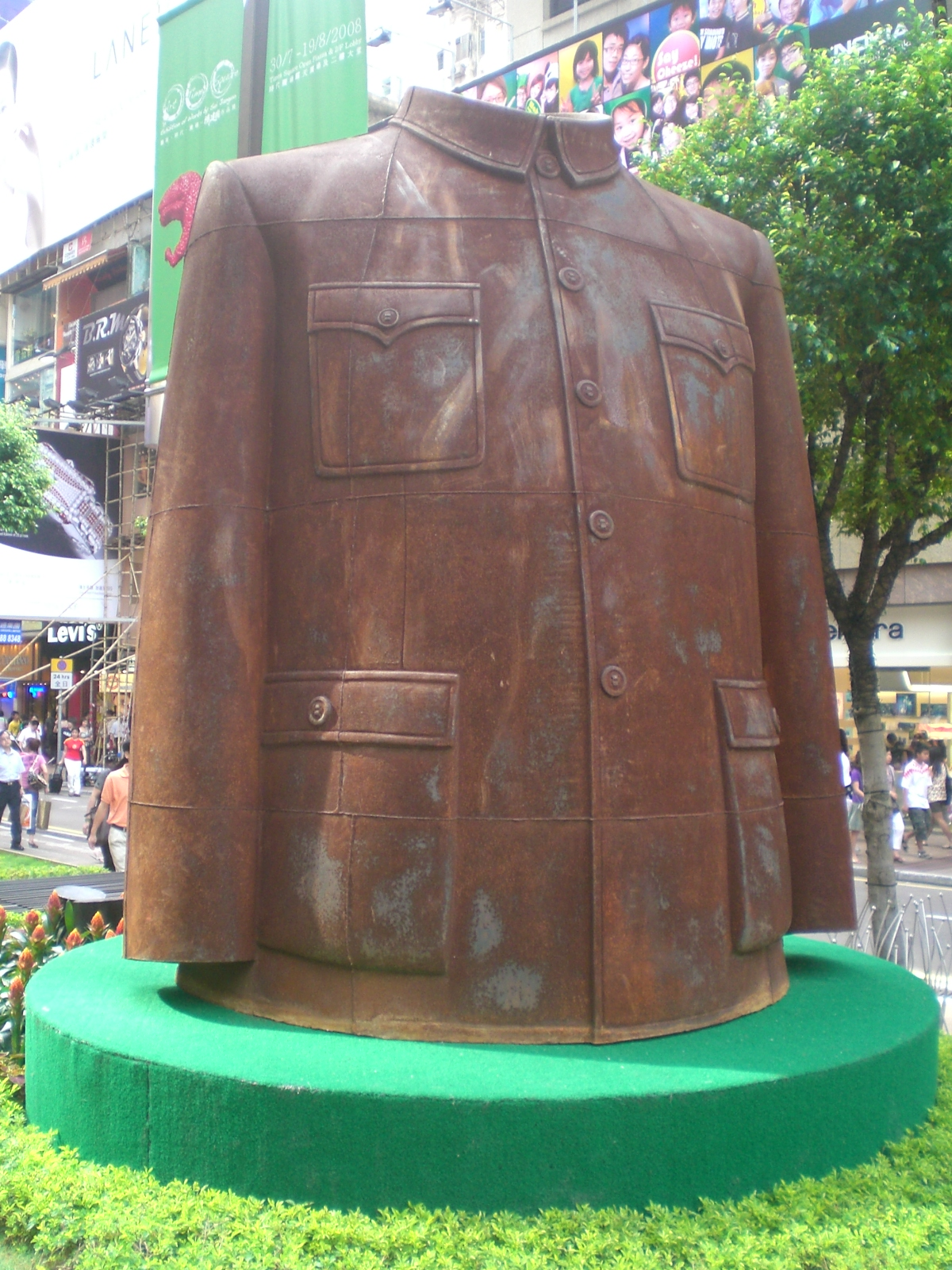
人民服を題材とした現代彫刻作品（香港）